# Dawung (Jogorogo)
Dawung is een bestuurslaag in het regentschap Ngawi van de provincie Oost-Java, Indonesië. Dawung telt 3231 inwoners (volkstelling 2010).